# Pád režimu rodiny al-Asadových

Mapa postupu syrské opozice (zeleně) a Syrských demokratických sil (žlutě)

Dne 8. prosince 2024 došlo v důsledku ofenzívy syrských opozičních skupin vedených Tahrír aš-Šám k pádu režimu Bašára al-Asada v Sýrii. Pád Damašku znamenal konec vlády rodiny al-Asadových, která vládla v Sýrii jako totalitní dědičná diktatura od nástupu Háfize al-Asada do prezidentského úřadu v roce 1971.
V době, kdy se aliance Jižní fronta blížila k Damašku a pokoušela se najít bývalého prezidenta, se objevily zprávy, že al-Asad uprchl z hlavního města letadlem neznámo kam. Syrští povstalci následně ve státní televizi vyhlásili vítězství nad režimem, zatímco ruské ministerstvo zahraničí oznámilo al-Asadovu rezignaci a odchod ze Sýrie. Rusko později oznámilo, že al-Asadovi a jeho rodině poskytlo azyl v Moskvě.

## Pozadí
Rodina al-Asadových vládla Sýrii od roku 1971, kdy se Háfiz al-Asad stal prezidentem, až do sesazení Bašára al-Asada v prosinci 2024. Po smrti Háfize al-Asada v červnu 2000 jej vystřídal jeho druhý syn Bašár al-Asad.
Háfiz al-Asad transformoval Sýrii na byrokratický stát s důrazem na kult osobnosti, což je v moderních syrských dějinách neobvyklé. Na většině veřejných míst byly vyvěšeny jeho obrazy, portréty a citáty. Háfiz al-Asad byl v Sýrii označován jako „nesmrtelný vůdce“ a „posvěcený“. Al-Asad reorganizoval syrskou společnost podle militaristického vzoru, vytrvale upozorňoval na možné nebezpečí spiknutí podporovaných ze zahraničí, především pátou kolonou, a prosazoval ozbrojené síly jako ústřední aspekt veřejného života.
Po převzetí moci Háfizem al-Asadem v roce 1970 prosazovala státní propaganda národní diskurz založený na sjednocení Syřanů pod „jednotnou imaginární ba'athistickou identitou“ a na asadismu. Polovojenské jednotky známé jako šabíha zbožšťují rodinu al-Asadových prostřednictvím hesel jako „Není Boha kromě Bašára!“ a vedou psychologickou válku proti nekonformnímu obyvatelstvu.

### Bašár al-Asad
Po smrti Háfize al-Asada zdědil kult osobnosti jeho druhý syn Bašár al-Asad, který byl označován jako „mladý vůdce“ a „naděje lidu“. Státní propaganda, silně ovlivněná kultem osobnosti severokorejské rodiny Kimů, přisuzovala rodině al-Asadových božské rysy a uctívala rodinné patriarchy jako zakladatele moderní Sýrie.
V roce 2011 vyzvaly Spojené státy americké, Evropská unie a většina členů Ligy arabských států al-Asada k odstoupení po zásahu proti demonstrantům. Demonstrace byly brutálně potlačeny, v důsledku čehož vypukla syrská občanská válka. Občanská válka si vyžádala přibližně 580 000 obětí, z toho minimálně 306 000 civilních. Podle Syrské sítě pro lidská práva mají více než 90 % těchto civilních obětí na svědomí provládní jednotky. Režim Bašára al-Asada se v průběhu syrské občanské války dopustil řady válečných zločinů a provedl několik útoků chemickými zbraněmi, jejichž použití je zakázáno dle Úmluvy o chemických zbraní. Nejsmrtelnějším útokem tohoto typu byl útok plynem sarin v Ghútě dne 21. srpna 2013, který si vyžádal 281 až 1 729 osob.
V prosinci 2013 vysoká komisařka OSN pro lidská práva Navi Pillay prohlásila, že al-Asad je podle vyšetřování OSN odpovědný za válečné zločiny. Další vyšetřování ukázalo, že al-Asadova vláda je odpovědná za chemický útok v Chán Šajchúnu v roce 2017 a chemický útok v Dúmě v roce 2018. Dne 15. listopadu 2023 vydala Francie na al-Asada zatykač v souvislosti s použitím zakázaných chemických zbraní proti civilistům v Sýrii. Al-Asad tato obvinění kategoricky popřel a obvinil zahraniční země, zejména Spojené státy americké, z pokusu o změnu režimu.

## Převzetí moci opozicí

### Vojenské postupy
Dne 7. prosince 2024 získaly opoziční jednotky po přibližně čtyřiadvaceti hodinách boje úplnou kontrolu nad Homsem. Krátkost bitvy byla způsobena kolapsem vládních vojsk. Dobytím města získali povstalci kontrolu nad kritickou dopravní infrastrukturou, zejména nad dálničním uzlem spojujícím Damašek s alavitskou pobřežní oblastí, kde se nacházela al-Asadova podpůrná základna a ruská vojenská zařízení.
Spolu s vládními vojsky se z blízkosti Homsu stáhl také Hizballáh, al-Asadův spojenec. Předpokládá se, že k oslabení režimu přispělo snížení podpory ze strany Ruska, které vede válku s Ukrajinou, a ze strany Hizballáhu, který válčí s Izraelem.
Po dobytí Homsu opozičními silami vypukly veřejné oslavy. Oslavující skandovali protiasadovská hesla a odstraňovali symboly režimu.
Ještě téhož dne syrští povstalci oznámili, že začali obkličovat Damašek. Velitel povstalců Hasan Abd al-Ghaní prohlásil: „Naše síly zahájily závěrečnou fázi obkličování hlavního města Damašku“. Povstalci zahájili obkličování Damašku po dobytí města as-Sanamajn, které se nachází 20 km jižně od Damašku. V odpoledních hodin se Syrská arabská armáda stáhla z několika měst nacházejících se v guvernorátu Damašek, včetně Asál al-Ward, Jabrúdu, Falíty, an-Násiríji a Artúzu, zatímco povstalci se přiblížili na 10 km od Damašku. Do večera provládní jednotky opustily města v bezprostřední blízkosti Damašku: Džaramáná, Qatana, al-Mu'addamíja aš-Šám, Darája, al-Kiswa, ad-Dumajr a Dar'á.
Syrská armáda se snažila udržet veřejný pořádek prostřednictvím státních médií a vyzývala občany, aby si nevšímali „falešných zpráv“, jejichž cílem je destabilizovat národní bezpečnost. Vojenské vedení ujišťovalo obyvatelstvo o svém odhodlání bránit zemi, ačkoli se zdálo, že armádní schopnosti jsou stále omezenější.
Dne 8. prosince opoziční jednotky pronikly do hlavního města a obsadily strategické pozice. V rámci celé operace povstalci pátrali po al-Asadovi, avšak bez úspěchu.

### Ztráta politické moci
Dne 7. prosince demonstranti na hlavním náměstí v Džaramáně strhli sochu Háfize al-Asada. Téhož večera se provládní jednotky stáhly z dalších části Damašku, kde vypukly protesty.
Vysocí představitelé al-Asadova režimu údajně jednali s opozičními skupinami o možném přeběhnutí. V souvislosti s pokusy o přeběhnutí se objevily zprávy, že al-Asad uprchl ze země. Syrská státní média tato tvrzení popřela a odsoudila je jako „fámy a falešné zprávy“. Nejmenovaný zdroj však uvedl, že al-Asad se nenachází na žádném z míst, kde se obvykle zdržuje. Mimo jiné se na těchto místech nenacházela prezidentská stráž. Povstalci uvedli, že se jim nepodařilo najít al-Asada a snaží se ho najít.
Dne 8. prosince skupina Tahrír aš-Šám na svém oficiálním účtu na sociální síti X oznámila, že propustila své členy z věznice Sajdnájá, jednoho z největších syrských vězeňských zařízení, které se nachází přibližně 30 km od Damašku. Skupina považovala tuto akci za symbolické a strategické vítězství.
Opoziční jednotky vstoupily do Damašku s minimálním odporem, jelikož do města nebyly vyslány vládní jednotky a rychle se rozpadla vládní obrana. Syrská observatoř pro lidská práva potvrdila, že opoziční síly úspěšně obsadily několik kritických objektů v Damašku, včetně budovy státní rozhlasové a televizní organizace a mezinárodního letiště. Tímto postupem si rovněž zajistily kontrolu nad hlavními dopravními tepnami a strategickými čtvrtěmi, zejména čtvrtí Maza.

## Útěk ze země
První dáma Asmá al-Asad údajně uprchla ze Sýrie do Ruska spolu se svými třemi dětmi na konci listopadu 2024. Širší rodina Bašára al-Asada údajně odcestovala do Spojených arabských emirátů. Deník The Wall Street Journal napsal, že egyptští a jordánští představitelé vyzvali Bašára al-Asada v průběhu ofenzívy, aby opustil zemi a vytvořil exilovou vládu. Egyptské ministerstvo zahraničí a jordánské velvyslanectví v Sýrii však toto tvrzení popřely.
V časných ranních hodinách 8. prosince odletěl al-Asad soukromým letadlem z mezinárodního letiště Damašek do Moskvy. Podle Ramího abd ar-Rahmána ze Syrské observatoře pro lidská práva al-Asad „opustil Sýrii přes damašské mezinárodní letiště“. Co jeho útěku předcházelo není jasné; podle vyjádření ruského ministerstva zahraničí formálně rezignoval a vydal pokyny k pokojnému předání moci, zatímco podle informaci agentury Reuters svůj plán uprchnout držel v tajnosti i před svými nejbližšími spolupracovníky. Samotný Asad ve svém prvním vyjádření po pádu režimu uvedl, že Sýrii opustit neplánoval a že ruské síly jej evakuovaly z důvodu dronového útoku.
Michal Uljanov, ruský velvyslanec při mezinárodních organizacích ve Vídni, na Telegramu oznámil, že al-Asadovi a jeho rodině byl v Rusku udělen azyl.
Poté, co rodina uprchla ze země, se na internetu začala objevovat videa, na nichž skupiny lidí vstupují do prázdné rezidence Bašára al-Asada a prozkoumávají ji.

## Politický přechod

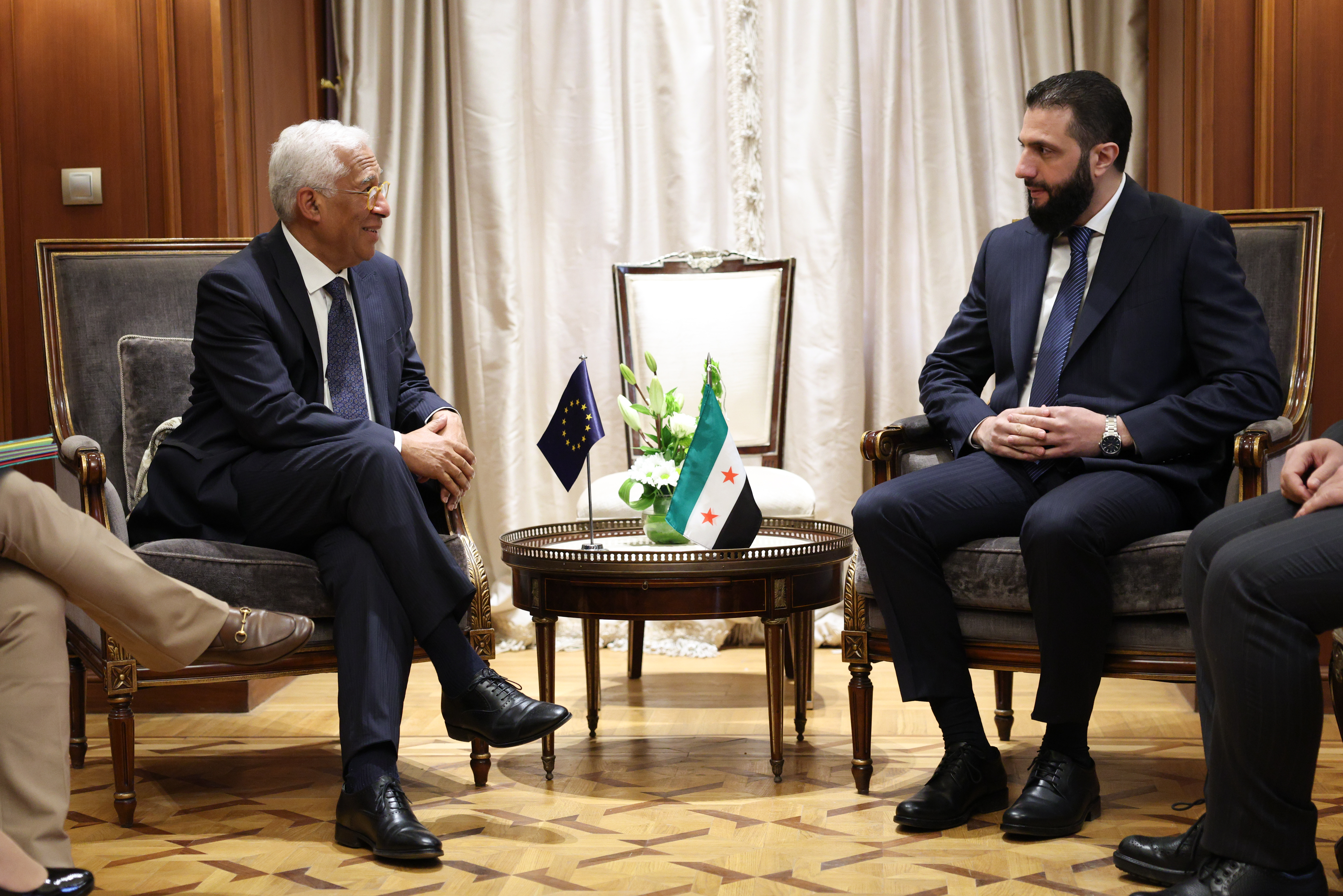
Syrský prezident Ahmad Šara a předseda Evropské rady António Costa v Káhiře 3. března 2025

Vrchní velitel Tahrír aš-Šám Abú Muhammad al-Džawlání na Telegramu napsal, že všechny veřejné instituce zůstanou pod kontrolou premiéra Muhammada Gházího al-Džalálího, dokud nebude dokončen politický přechod.
Dne 9. prosince byl předsedou přechodné vlády jmenován Muhammad al-Bašír, dosavadní premiér Syrské vlády spásy.
Skupina Tahrír aš-Šám ujistila, že bude chránit křesťany a další menšiny a umožní jim svobodně praktikovat jejich náboženství. Teroristická organizace al-Káida vyzvala Tahrír aš-Šám, aby útočila na křesťany.
Od pádu Asadova režimu dochází k pronásledování a zabíjení náboženské menšiny alávitů, jelikož byl Bašár al-Asad jedním z nich. V březnu 2025 bylo provládními ozbrojenci při masakru alávitů v Latákii zabito více než 1500 civilistů.

## Izraelská invaze
Po obsazení Damašku syrskými povstalci a pádu režimu rodiny al-Asadových obsadily Izraelské obranné síly nárazníkovou zónu Pozorovatelské mise OSN pro uvolňování napětí mezi Sýrií a Izraelem okupovanými Golanskými výšinami a zahájily dělostřeleckou palbu. Poprvé od roku 1974 tak izraelské jednotky vstoupily na toto území.
Po pádu Damašku izraelský premiér Benjamin Netanjahu prohlásil, že „v návaznosti na stažení Syrské arabské armády přestala platit dohoda o hranicích se Sýrií z roku 1974“. Dodal také, že „aby zabránil případnému ohrožení, nařídil Izraelským obranným silám, aby dočasně obsadily Purpurovou linii, dokud nebude dosaženo dohody s novou syrskou vládou“.
Izrael provedl několik leteckých útoků, jejichž cílem byla letecká základna Chalchala, damašská čtvrť Mazá a údajné sklady chemických zbraní. Izrael uvedl, že tak učinil proto, aby se zbraní nezmocnili povstalci.

## Geopolitický dopad
Pád režimu, který byl důležitým spojencem Íránu a dlouholetým členem Íránem vedené Osy odporu, je označován za významnou ránu pro tuto koalici a krok k jejímu konečnému úpadku. Po dobytí Damašku povstalci vyplenili íránské velvyslanectví a zničili portréty íránských představitelů. Íránští diplomaté a velitelé jednotek Quds narychlo uprchli ze Sýrie. Mnoho Syřanů údajně považovalo Írán a Hizballáh za hlavní podporovatele al-Asadova režimu. Pád režimu také narušil zásobovací trasy Hizballáhu a oslabil postavení Íránu v regionu.

## Reakce

### Státy
- Afghánistán: Ministerstvo zahraničních věcí poblahopřálo syrské opozici a „syrskému lidu“ a vyjádřilo naději na „mírový, jednotný a stabilní systém“.[70]
- Česko: Premiér Petr Fiala na sociální síti X napsal: „Je zřejmé, že sázka na Rusko Asadovi nakonec nevyšla. Přejme Sýrii stabilitu a svobodu, nikoliv chaos nebo vládu teroristů“.[71] Ministr zahraničních věcí Jan Lipavský řekl: „Povstalce, kteří svrhli režim, v tuto chvíli posuzuje vzhledem k jejich minulosti velice opatrně“.[72]
- Čína: Mluvčí ministerstva zahraničních věcí Lin Ťien uvedl, že čínská vláda „pozorně sleduje situaci v Sýrii a doufá, že se co nejdříve obnoví stabilita“. Mimo jiné vyzval všechny strany konfliktu, aby „zajistily bezpečnost čínských institucí a personálu v Sýrii“.[73][74]
- Egypt: Ministerstvo zahraničních věcí vyjádřilo podporu „svrchovanosti, jednotě a územní celistvosti“ Sýrie a vyzvalo všechny strany konfliktu, aby zahájily „komplexní politický proces“ k nastolení míru.[70]
- Francie: Prezident Emmanuel Macron prohlásil, že „padl barbarský stát“, a vyjádřil závazek Francie „podporovat bezpečnost všech na Blízkém východě“.[70]
- Indie: Vláda vyzvala k mírovému procesu.[75]
- Indonésie: Náměstek ministra zahraničních věcí Anis Matta vyzval příslušné strany, aby chránily bezpečnost syrského lidu, a zaručil, že Indonésie bude situaci v Sýrii nadále pečlivě sledovat. Zdůraznil, že Indonésie věří v „nový a lepší život Syřanů“ a respektuje územní celistvost Sýrie.[76]
- Irák: Vláda vydala oficiální prohlášení, v němž zdůraznila nutnost respektovat svobodnou vůli všech Syřanů a územní celistvost a zachovat nezávislost Sýrie“.[77]
- Izrael: Premiér Benjamin Netanjahu pád uvítal a řekl, že konec al-Asadovy vlády „je přímým důsledkem úderů, které jsme zasadili Íránu a Hizballáhu“.[78] Izraelské obranné síly prohlásily, že pečlivě sledují situaci a že podpořily jednotky OSN při odražení útoků ozbrojených skupin.
- Írán: Ministerstvo zahraničních věcí uvedlo, že „určení budoucnosti Sýrie a rozhodování o jejím osudu je výhradně v kompetenci syrského lidu“.[70] Nejvyšší vůdce Alí Chámeneí prohlásil, že „pád režimu v Sýrii neoslabí moc Teheránu“.[79]
- Jordánsko: Král Abdalláh II. prohlásil, že jeho země stojí na straně syrského lidu a respektuje jeho vůli a volbu.[70]
- Kanada: Premiér Justin Trudeau vyzval všechny zúčastněné strany k dodržování lidských práv a uvítal „pád al-Asadovy diktatury, která desetiletí brutálně utlačovala občany“. Dodal, že v Sýrii „může začít nová kapitola bez terorismu a utrpení syrského lidu“.[80]
- Libanon: Libanonská armáda uvedla, že „s ohledem na rychlý vývoj v Sýrii“ posiluje svou přítomnost na severní a východní hranici se Sýrií.[81]
- Maroko: Ministr zahraničních věcí Násir Búríta vyjádřil podporu „jakémukoli politickému řešení, které by zaručilo práva syrského lidu a zároveň zachovalo svrchovanost lidu nad syrským územím“.[82]
- Německo: Kancléř Olaf Scholz označil situaci za „dobrou zprávu“. Ministryně zahraničí Annalena Baerbocková uvedla, že al-Asad „musí být konečně pohnán k odpovědnosti“ za svá zvěrstva vůči Syřanům.[70]
- Rusko: Ministerstvo zahraničních věcí potvrdilo, že al-Asad odstoupil z funkce prezidenta a odjel ze Sýrie do Ruska.[83]
- Řecko: V souladu s rezolucí Rady bezpečnosti OSN č. 2254 ministerstvo zahraničních věcí uvedlo: „Zdůrazňujeme potřebu míru a bezproblémového přechodu k demokraticky legitimní vládě. Doufáme ve vyřešení uprchlické otázky, přičemž návrat Syřanů do své vlasti bude umožněn obnovením demokratické vlády“.[84]
- Spojené království: Premiér Keir Starmer uvedl, že vítá pád „al-Asadova barbarského režimu“, a vyzval k „míru a stabilitě“ v Sýrii.[85] Ministr zahraničních věcí David Lammy označil al-Asada za „krysu z Damašku, která prchá do Moskvy se staženým ocasem“.[86][87]
- Spojené státy americké: Prezident Joe Biden ve svém projevu prohlásil, že „poprvé v historii ani Rusko, ani Írán, ani Hizballáh nemohou bránit tento odporný režim v Sýrii“. Uvedl také, že „některé z povstaleckých skupin mají záznamy o terorismu a porušování lidských práv“ a že jeho administrativa bude tyto skupiny monitorovat.[88]
- Stát Palestina: Prezident Mahmúd Abbás zdůraznil nutnost respektovat jednotu, svrchovanost a územní celistvost Sýrie a vyjádřil plnou podporu Státu Palestina s bratrským syrským lidem.[89]
- Španělsko: Ministr zahraničních věcí José Manuel Albares prohlásil: „Chceme, aby Syřané rozhodli o své budoucnosti a aby Sýrie byla stabilním státem, který zaručuje územní celistvost“.[90]
- Turecko: Prezident Recep Tayyip Erdoğan vyjádřil naději na mír a stabilitu v Sýrii po třinácti letech konfliktu. Ministr zahraničních věcí Hakan Fidan prohlásil, že „Sýrie dospěla do fáze, kdy syrský lid bude utvářet budoucnost své země“.[70]
- Ukrajina: Ministr zahraničních věcí Andrij Sybiha prohlásil, že al-Asadův pád je důsledkem spoléhání se na ruskou podporu, a dodal, že ruský prezident Vladimir Putin „vždy zradí ty, kteří na něj spoléhají“.[70]

### Nestátní organizace
- Evropská unie: Vysoká představitelka Unie pro zahraniční věci a bezpečnostní politiku Kaja Kallas poznamenala, že konec al-Asadovy diktatury „je pozitivní a dlouho očekávaný vývoj“, a dodala, že „ukazuje slabost al-Asadových spojenců, Ruska a Íránu“.[70]
- Hamás: Organizace poblahopřála syrskému lidu k dosažení „touhy po svobodě a spravedlnosti“ a prohlásila, že „pevně stojí na straně velkého syrského lidu a respektuje jeho vůli, nezávislost a politickou volbu“. Organizace rovněž vyjádřila naději, že nová syrská vláda bude pokračovat v podpoře palestinského lidu.[91]
- Organizace spojených národů: Zvláštní vyslanec pro Sýrii Geir Pedersen označil al-Asadův pád za „zlomový okamžik v dějinách Sýrie“ a vyjádřil naději na „mír, usmíření, důstojnost a začlenění všech Syřanů“.[70]